# クリストフ・ボイス・バロット
クリストフ・ヘンリクス・デデリクス・ボイス・バロット（Christophorus Henricus Diedericus Buys Ballot、1817年10月10日 - 1890年2月3日）は、オランダの気象学者である。気象に関するボイス・バロットの法則やボイス・バロット表で知られる。

## 生涯
Kloetinge に生まれた。ユトレヒト大学で学び、1844年からユトレヒト大学の鉱物学や地質学の講師になった。1846年から化学の講師も兼ね、1847年から数学の教授、1867年から物理学の教授になった。ドップラー効果を調べるために列車に楽団を乗せて、決められた高さの音を演奏させる実験を行った。
気象学に関する業績で最も知られる。1854年にオランダ気象学会を設立し終生会長を務めた。気象学における国際協力の必要性を認めた最初のひとりで、1873年に国際気象委員会の議長を務めた。国際気象委員会は世界気象機関（World Meteorological Organization： WMO）に発展した。
1893年からオランダ科学アカデミーは、気象学の分野の業績に対して授与するボイス・バロット・メダル (Buys Ballot Medal) を設けている。

## ボイス・バロットの法則
ボイス・バロットの法則（ボイス・バロットのほうそく、Buys Ballot's law）は、北半球において、風を背にして立つと低気圧の中心が左手の方向にあるという法則で、アメリカの気象学者ウィリアム・フェレルが少し早く発見したが、学会誌にボイス・バロットが発表したので、ボイス・バロットの名前で呼ばれる。

## ボイス・バロット表
1729年から1846年の間のオランダの温度の観測結果から、太陽の自転周期を決めるボイス・バロット表（Buys Ballot table）を1847年に発表した。